# Lebesby

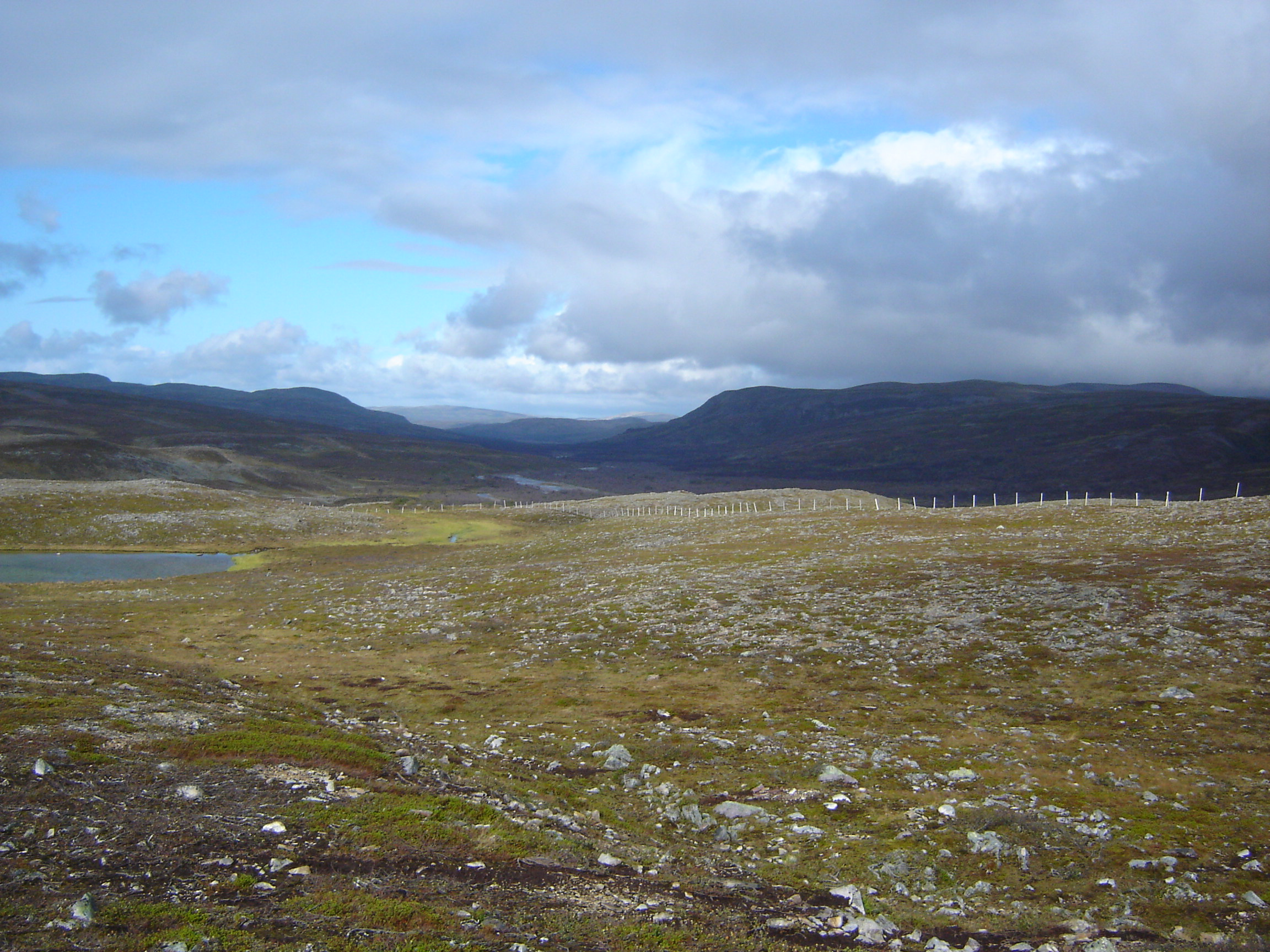
Das Fjellgebiet Ifjordfjellet in Lebesby

Lebesby (samisch Davvesiidda) ist eine norwegische Kommune in der Provinz (Fylke) Finnmark.
Die Kommune umfasst die Westhälfte der Nordkinnhalbinsel und einige Gebiete am Laksefjord, darunter den Ostteil der Sværholt-Halbinsel.
Der Hauptort und Verwaltungssitz ist Kjøllefjord, wo Norweger die Bevölkerungsmehrheit stellen. In den Siedlungen am Laksefjord leben hingegen vor allem Samen.
In der Kommune Lebesby wurde in den 1920er Jahren ein sensationeller Schatzfund in einem Acker gemacht: Der Fund besteht aus einem großen und fünf kleineren Gold-Spiralringen, einem flachen Goldring und einem geflochtenen Silberarmband. Er wurde bislang auf die Zeit 500–600 n. Chr. datiert und west-europäischen Ursprungs zugeordnet. Inzwischen wird diese Datierung auf Grund des geflochtenen Silber-Armbandes angezweifelt, das typisch für die Wikingerzeit in West-Skandinavien ist.

## Persönlichkeiten
- Einar Wøhni (1920–1987), Agronom, Beamter und Politiker

## Wappen
Beschreibung: In Gold und Schwarz durch Stufengiebelschnitt geteilt.